# 1613
Реформація •  Епоха великих географічних відкриттів •  Ганза •  Нідерландська революція •  Річ Посполита •  Запорозька Січ

## Геополітична ситуація
Османську імперію очолює Ахмед I (до 1617 р.). Під владою османського султана перебувають Близький Схід та Єгипет, Середземноморське узбережжя Північної Африки, частина Закавказзя, значні території в Європі: Греція, Болгарія і Сербія. Васалами османів є Волощина та Молдова.
Священна Римська імперія — наймогутніша держава Європи. Її територія охоплює, крім німецьких земель, Угорщину з Хорватією, Богемію, Північну Італію. Її імператором є Матвій із родини Габсбургів (до 1619 р.).
Габсбург Філіп III Благочестивий є королем Іспанії (до 1621) та Португалії. Йому належать Іспанські Нідерланди, південь Італії, Нова Іспанія, Нова Гранада та Нова Кастилія в Америці, Філіппіни. Португалія, попри правління іспанського короля, залишається незалежною. Вона має володіння в Бразилії, в Африці, в Індії, на Цейлоні, в Індійському океані й Індонезії.
Північ Нідерландів займає Республіка Об'єднаних провінцій. Король Франції — Людовик XIII Справедливий (до 1643 р.). Королем Англії є Яків I Стюарт (до 1625 р.). Король Данії та Норвегії — Кристіан IV Данський (до 1648 р.), Швеції — Густав II Адольф (до 1632). На Апеннінському півострові незалежні Венеціанська республіка та Папська область.
Королем Речі Посполитої, якій належать українські землі, є Сигізмунд III Ваза (до 1632 р.). На півдні України існує Запорозька Січ.
Царем Московії є Михайло Романов (до 1645 р.). Існують Кримське ханство, Ногайська орда.
Шахом Ірану є сефевід Аббас I Великий (до 1629 р).
Значними державами Індостану є Імперія Великих Моголів, Біджапурський султанат, султанат Голконда, Віджаянагара. У Китаї править династія Мін. У Японії триває період Едо.

## Події

### В Україні
- Морський похід козаків під орудою Сагайдачного, пройшлися кримським узбережжям від Тарханкуту до Керчі, взяли «на шаблю» Ахтіар з Інкерманом. Османи спорядили під Очаків османську ескадру, її Сагайдачний розгромив у нічному бою в другому морському поході.
- Татарський набіг, спустошено Хмільник.

### У світі
- Смутний час у Московщині:

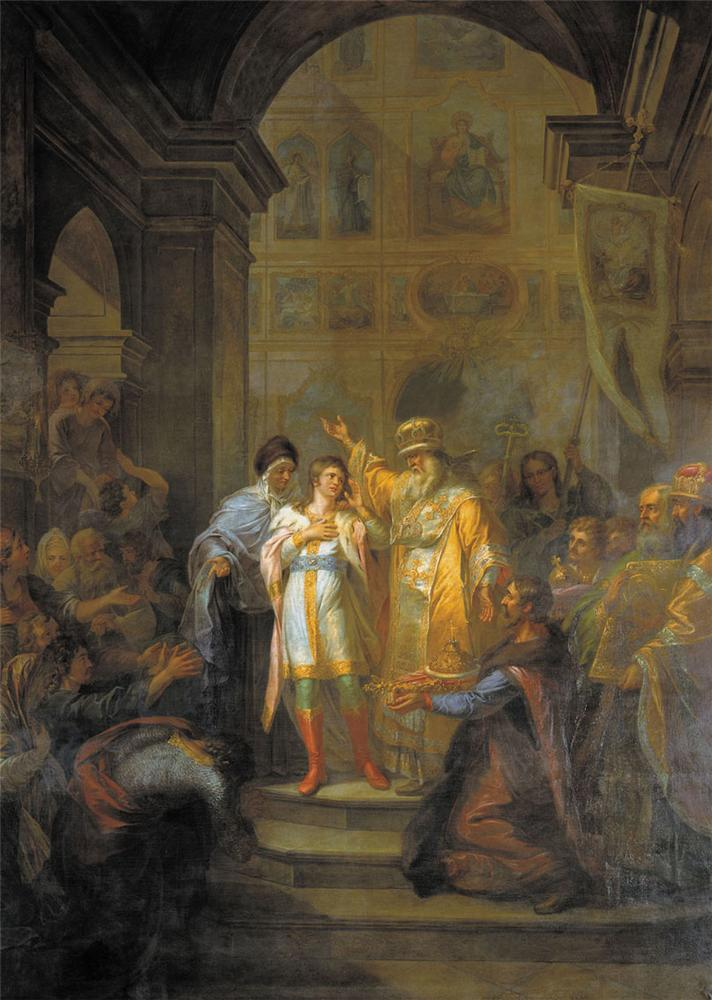
Проголошення Михайла Романова царем.

  - 21 лютого у Москві Земський собор обрав царем 16-річного Михайла Романова.
  - 3 березня Земський собор присягнув на вірність новообраному царю.
  - 21 липня у Москві пройшла коронація першого царя із роду Романових.

- Володарем Трансильванії став Габор Бетлен.
- 20 січня Кнередським миром закінчилась Кальмарська війна 1611–1613 років між Данією і Швецією.
- Король Англії Яків I засудив дуелі.
- Покахонтас потрапила в полон до англійців, прийняла християнство й зустрілася зі свої майбутнім чоловіком.
- Британська Ост-Індійська компанія отримала від падишаха імперії Великих Моголів Джахангіра дозвіл на постійну торгівлю в Сураті.
- З Японії до Святого Престолу відбула на одному з перших кораблів європейського зразка, збудованого Дате Масамуне, дипломатична місія.
- Чакракусума Нгабдуррахман Агунг став султаном Матараму на Яві.

## Наука та культура
- 29 червня у Лондоні під час вистави за п'єсою Вільяма Шекспіра «Генріх VIII» загорівся і згорів дотла театр «Глобус».

## Народились
- 12 березня — Ленотр Анре, французький архітектор
- 15 вересня — Франсуа де Ларошфуко, принц де Марсільяк, французький письменник-мораліст

## Померли
- Іпатій (Потій).